# Gadmen
Gadmen es una comuna suiza del cantón de Berna, situada en el distrito administrativo de Interlaken-Oberhasli. Limita al oeste y noroeste con la comuna de Innertkirchen, al noreste con Engelberg (OW), al este con Wassen (UR) y Göschenen (UR), al sur con Obergoms (VS), y al suroeste con Guttannen.
Hasta el 31 de diciembre de 2009 pertenecía al distrito de Oberhasli.

## Ciudades hermanadas
- Volketswil.